# Tammy Sun
Tamara Katrina „Tammy“ Sun (* 1. Mai 1985 in Calgary) ist eine kanadische Badmintonspielerin. 

## Karriere
Tammy Sun wurde 2003 und 2005 kanadische Meisterin. 2007 siegte sie bei den Canadian Open. 2005, 2006 und 2007 nahm sie an den Badminton-Weltmeisterschaften teil.

## Sportliche Erfolge
| Saison | Veranstaltung                 | Disziplin   | Platz | Name                       |
| ------ | ----------------------------- | ----------- | ----- | -------------------------- |
| 2001   | Kanada: Jugendmeisterschaften | Dameneinzel | 1     | Tammy Sun                  |
| 2003   | Kanada: Einzelmeisterschaften | Mixed       | 1     | William Milroy / Tammy Sun |
| 2004   | Kanada: Einzelmeisterschaften | Mixed       | 1     | William Milroy / Tammy Sun |
| 2005   | Weltmeisterschaft             | Mixed       | 33    | William Milroy / Tammy Sun |
| 2005   | Kanada: Einzelmeisterschaften | Mixed       | 1     | William Milroy / Tammy Sun |
| 2007   | Canadian Open                 | Mixed       | 1     | William Milroy / Tammy Sun |